# Béla Bollobás
Béla Bollobás (ur. 3 sierpnia 1943 w Budapeszcie) – węgierski i brytyjski matematyk, specjalizujący się w dziedzinie analizy funkcjonalnej, kombinatoryce i teorii grafów, wykładowca University of Cambridge (Wielka Brytania) oraz University of Memphis (USA), członek Fellow The Royal Society, członek zagraniczny Polskiej Akademii Nauk oraz wielu innych towarzystw naukowych.

## Życiorys
Urodził się i wychował w Budapeszcie. Jego ojciec był fizykiem. Już od najmłodszych lat interesował się matematyką. Mając 14 lat zwyciężył w ogólnokrajowym konkursie matematycznym. Dzięki temu spotkał się z Paulem Erdősem, który był zainteresowany jego osobą. Niedługo później podjął studia na Uniwersytecie im. Loránda Eötvösa w Budapeszcie. W czasie studiów odbył roczny staż w Cambridge University, a po powrocie, w 1967 obronił doktorat (który prowadzili wspólnie László Fejes Tóth i Paul Erdős). Po doktoracie spędził rok na stażu w Moskwie, a po powrocie dostał ofertę stażu w Oksfordzie. Uzyskał zgodę władz na wyjazd. Jednak po dotarciu do Anglii postanowił udać się ponownie do Cambridge i nie wracać na Węgry. Od 1970 został członkiem Trinity College i rozpoczął drugi doktorat pod opieką Franka Adamsa. Obronił go w 1972. Po doktoracie rozpoczął pracę w Department of Pure Mathematics and Statistics Uniwersytetu w Cambridge. Pracował tam aż do 1996 z kilkuletnią przerwą (1982–1994) na pobyt w Louisiana State University. W 1996 przeniósł się do Stanów Zjednoczonych, gdzie pracuje na Wydziale Matematyki Uniwersytetu w Memphis. Od 2005 jest również członkiem Trinity
College o statusie Senior Research Fellow.
Jest członkiem Węgierskiej Akademii Nauk i członkiem zagranicznym Polskiej Akademii Nauk. W 1998 wygłosił wykład sekcyjny na Międzynarodowym Kongresie Matematyków. W 2007 nagrodzony przez Londyńskie Towarzystwo Matematyczne nagrodą Senior Whitehead Prize. W 2011 wybrany w poczet Fellow brytyjskiego The Royal Society. Od 2012 jest członkiem Amerykańskiego Towarzystwa Matematycznego. W 2013 Uniwersytet Adama Mickiewicza w Poznaniu przyznał mu godność doktora honoris causa.
Jest autorytetem naukowym w dziedzinie analizy funkcjonalnej, kombinatoryki i innych działów matematyki dyskretnej, takich jak kryptografia, teoria gier, teoria grafów, teoria liczb, perkolacje. Jego dorobek naukowy obejmuje blisko 440 publikacji naukowych, w tym 10 książek oraz 9 opracowań redakcyjnych. Wypromował 47 doktorów.